# Memnon van Heraclea
Memnon van Heraclea (Oudgrieks: Μέμνων) was een Griekse geschiedschrijver uit de 2e eeuw n.Chr. Hij schreef een geschiedenis van Heraclea Pontica waarvan enkele fragmenten zijn overgeleverd in de Excerpta van Photios I. 

## Edities & vertalingen
- Die Fragmente der griechischen Historiker 434.
- Memnon, History of Heracleia, trad. A. Smith, Attalus.org (2004).

## Referentie
- art. Memnon (3), in J.G. Schlimmer - Z.C. De Boer, Woordenboek der Grieksche en Romeinsche Oudheid, Haarlem, 19203, p. 401.